# Сан-Суси
Сан-Суси́ (от фр. sans souci — «без забот») — дворец Фридриха Великого в восточной части одноимённого парка в Потсдаме (Германия). Дворец возведён в 1745—1747 годах по проекту самого короля. Практическая сторона осуществления королевского замысла была поручена близкому другу короля — архитектору Георгу Венцеслаусу фон Кнобельсдорфу. Выдающийся памятник архитектуры, декоративного и садово-паркового искусства фридерицианского рококо.
В 1990 году Сан-Суси с его дворцами и большим парком внесены в Список Всемирного наследия ЮНЕСКО со следующим обоснованием: «Дворец и парк Сан-Суси, часто называемые „прусским Версалем“, являют собой синтез художественных направлений в европейской городской и придворной архитектуре XVIII века. Ансамбль является выдающимся образцом архитектурного творчества и ландшафтной архитектуры, возникших на интеллектуальной основе монархической идеи государственного устройства».

## Виноградные террасы
Знаменитые виды на сады в Сан-Суси появились благодаря решению Фридриха Великого разбить виноградники на южных склонах Борнштедтских холмов. Когда-то на холмах росли дубы. При «короле-солдате» Фридрихе Вильгельме I деревья вырубили и использовали для укрепления болотистых почв в строящемся Потсдаме. 10 августа 1744 года Фридрих Великий повелел разбить на голых холмах виноградные террасы.
Центральная часть шести широких террас, разбитых на склоне холма, была углублена для того, чтобы максимально использовать солнечное освещение. На шпалерах вилась виноградная лоза, привезённая не только из Португалии, Италии, Франции, но и из Нейруппина, а в 168 застеклённых нишах рос инжир. Передняя часть террас, отделённая изгородью из фруктовых шпалер и украшенная формовыми тисами, засевалась газоном. По центральной линии на вершину холма вели 120 (сейчас 132) ступеней, разделённые на шесть пролётов в соответствии с количеством террас, а с двух сторон холм обустроен подъездной рампой.
Под холмом, в партере в 1745 году был заложен декоративный сад, центр которого в 1748 году занял «Большой фонтан». Фридрих не смог насладиться видом бьющего фонтана из-за того, что нанятые им специалисты плохо владели фонтанным делом. С 1750 года чашу фонтана окружают мраморные статуи Венеры, Меркурия, Аполлона, Дианы, Юноны, Юпитера, Марса и Минервы, а также аллегории четырёх элементов: огня, воды, воздуха и земли. Венера и Меркурий работы скульптора Жана-Батиста Пигаля и две скульптурные группы на темы охоты, аллегории воздуха и воды работы Ламбера Сигиберта Адама были подарены французским королём Людовиком XV. Остальные скульптуры были выполнены в мастерской Франсуа-Гаспара Адама, руководившего основанным Фридрихом Великим французским скульптурным ателье в Берлине. Дополнения в так называемую «французскую рондель» вносились до 1764 года.
Неподалёку находился и кухонный сад, Фридрих Вильгельм I приказал разбить его ещё в 1715 году. Свой огород «король-солдат» иронично называл «мой Марли», намекая на изящный сад Марли французского «короля-солнца» Людовика XIV.

## Дворец Сан-Суси

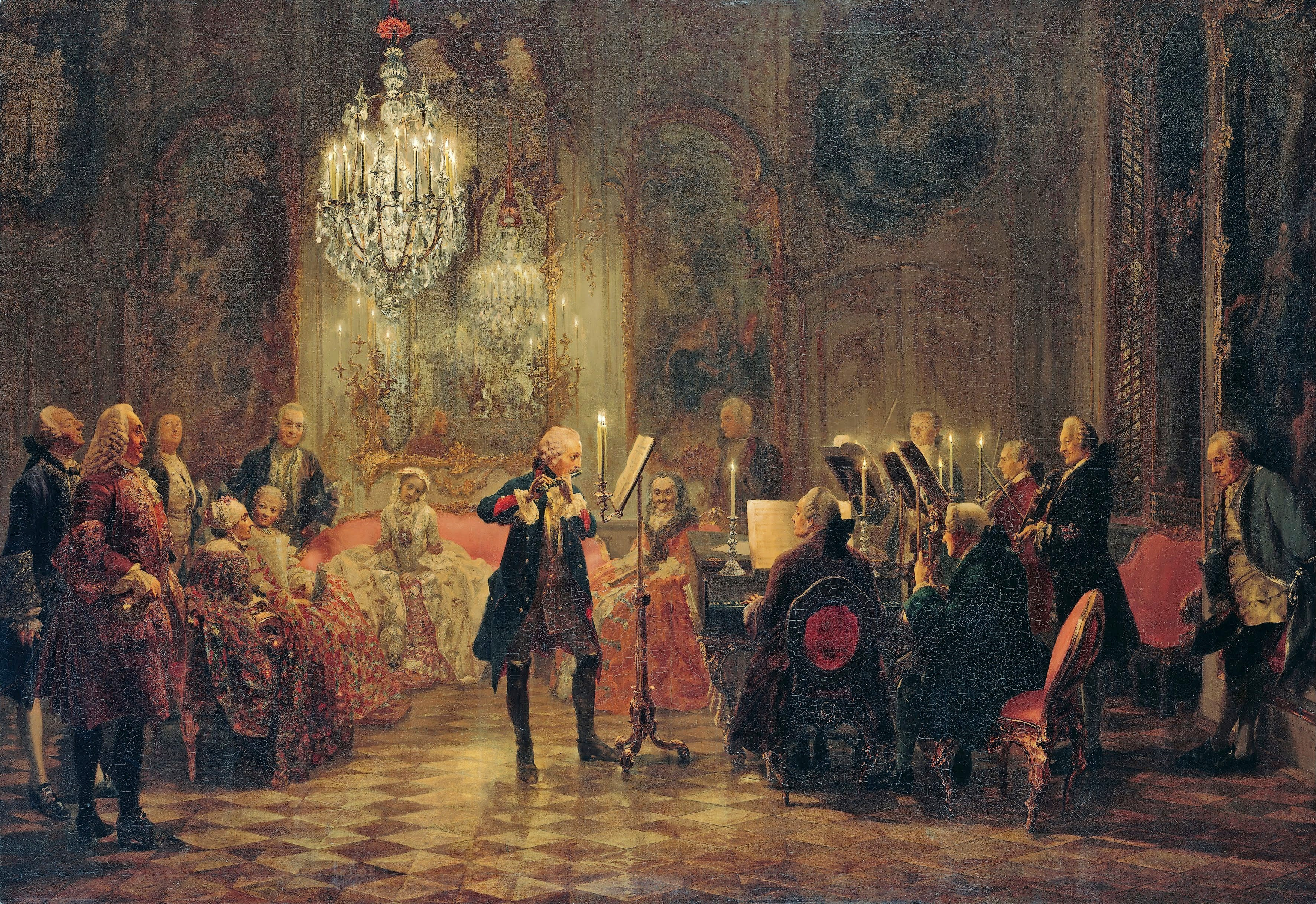
Адольф фон Менцель. Концерт для флейты Фридриха Великого в Сан-Суси. 1852. Старая национальная галерея.
На софе на заднем плане расположилась любимая сестра Фридриха Великого — Вильгельмина Прусская

Идея гармонии между человеком и окружающей природой нашла своё отражение в расположении и декоративном оформлении дворца Сан-Суси, разместившегося на вершине виноградного холма. Виноградники появились в Бранденбургской марке ещё в XIII в., но никогда прежде они не занимали здесь центральное место в художественном оформлении декоративных садов монархов. Виноградные террасы Сан-Суси образуют ядро парка, которое венчает небольшой замок, который Фридрих Великий называл своим «маленьким виноградарским домиком».
Здесь на лоне природы, наслаждаясь прекрасными видами из окон дворца, прусский король проводил летние месяцы, предаваясь своим увлечениям и художественным наклонностям и занимаясь государственными делами. Ветряная мельница, стоявшая в этой местности на холме ещё до постройки дворца, подчёркивала сельскую идиллию и являлась по мнению Фридриха украшением Сан-Суси. Известна легенда о трениях короля с местным мельником. Шум от работающих механизмов ветряка мешал королю и он решил её выкупить, но мельник не давал согласия на это. Король пригрозил, что отнимет её в силу монаршей власти, на что мельник ответил, что если бы в Берлине не было бы королевского суда, то он бы воспринял угрозу всерьёз. Фридрих, который считал справедливое правосудие одной из основ своего государства, удовлетворился точкой зрения мельника и оставил его в покое.

### Сан-Суси во времена Фридриха Великого

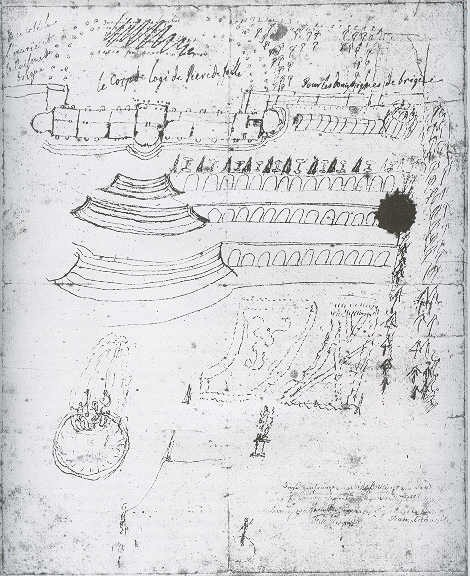
Набросок дворца Сан-Суси руки Фридриха II

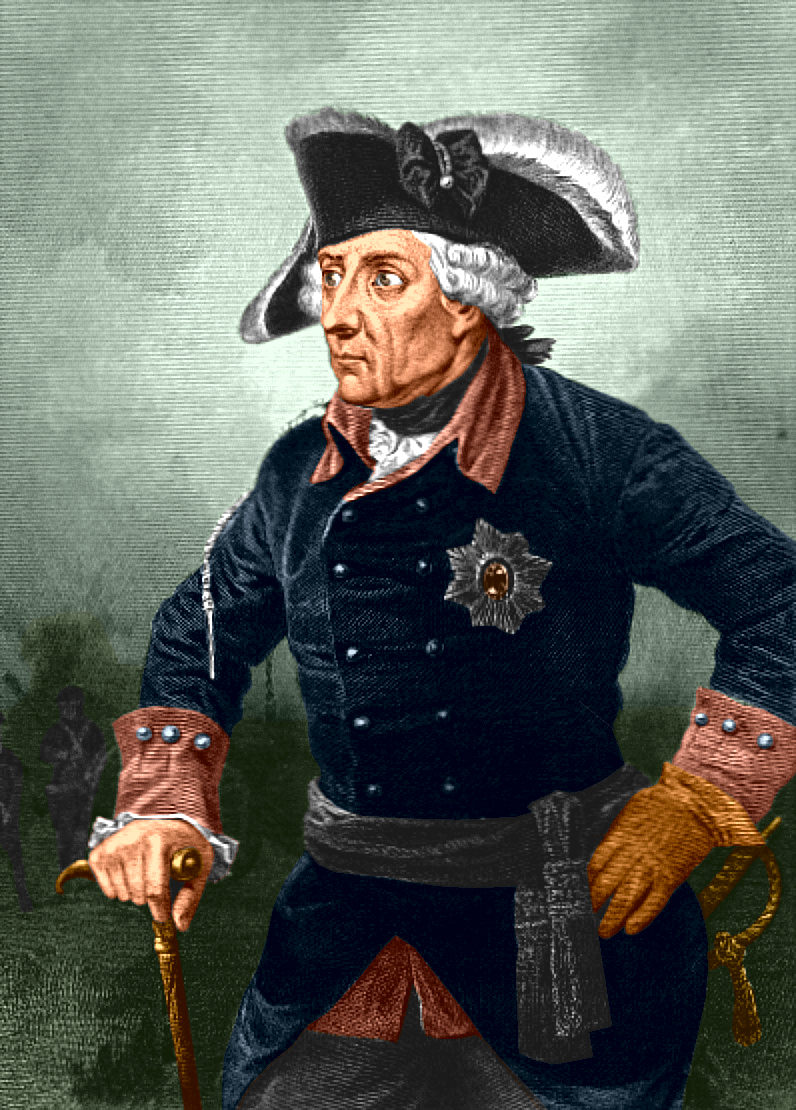
Фридрих Великий

13 января 1745 года указом своего кабинета Фридрих Великий распорядился о строительстве загородного дома в Потсдаме. По его эскизам архитектор Георг Венцеслаус фон Кнобельсдорф создал проект будущего Сан-Суси. Кнобельсдорф предложил Фридриху возвести цокольный этаж, оборудованный погребами, и перенести здание к самому краю верхней террасы, чтобы оно хорошо смотрелось из «партера», но Фридрих отказался. Ему требовалось не представительное здание, а уютный жилой дом в стиле барокко, соответствовавший его личным потребностям, где бы культура быта сочеталась с живой природой. По замыслу Фридриха дворец Сан-Суси должен быть одноэтажным, а цоколем ему должен был служить сам холм. Фридрих отказался от длинных лестниц, из внутренних помещений он хотел выходить непосредственно на широкую террасу, ведущую в сад.
Фридрих II принимал активное участие в процессе строительства всех возводимых для него архитектурных сооружений как с административной, так и с художественной точки зрения. Эскизы создавались по заданным им параметрам, до начала строительства составлялась предварительная смета расходов. Работы начинались только с разрешения короля. Он вмешивался во все дела и хотел знать обо всём до мелочей, например, Фридрих был одержим идеей разумной траты средств и контролировал все строительные сметы, чтобы «нечистая рука не коснулась государственной казны».
Спустя два года после начала строительства 1 мая 1747 года, несмотря на то, что ещё не все залы дворца были готовы, состоялось торжественное открытие виноградарского дворца. В мирное время Фридрих жил во дворце с конца апреля до начала октября. Здание дворца предназначалось исключительно для короля и приглашённых им гостей. После вступления на трон в 1740 году Фридрих отдал своей супруге Елизавете Кристине Брауншвейг-Бевернской дворец Шёнхаузен под Берлином. Сан-Суси был не только дворцом без забот, он был также дворцом «sans femmes» — без женщин.
Дворец Сан-Суси считался исключительно частным дворцом и не предназначался для представительских целей. Фридрих, как любой правитель, демонстрировал свои финансовые возможности и военные достижения в строительстве дворцов, которые возвеличивали его лично и его победы, мощь молодого прусского государства. В отличие от Наполеона, у Фридриха хватало средств не только на обелиски, но и на монументальное строительство. Свои победы он демонстрировал роскошными дворцами. Так, после Первой силезской войны Фридрих построил новый флигель в Шарлоттенбургском дворце. После Второй силезской войны Фридрих капитально перестроил Потсдамский городской дворец. После Семилетней войны Фридрих построил Новый дворец. Дворец Сан-Суси — единственный, который не связан с демонстрацией военной силы. Это частная резиденция философа, своего рода эрмитаж, в котором он окружил себя любимыми картинами, книгами, собаками, конями, людьми. Это его второй Рейнсберг, который перестал выполнять роль резиденции по причине удалённости от Берлина и Потсдама и которому требовалась адекватная замена. Вместе с тем, Сан-Суси — это не просто дом. Название «Сан-Суси» — «без забот» — отражает воззрения Фридриха на вопросы жизни и смерти. Он жил как философ и хотел умереть как философ и быть похороненным как философ — без помпы и торжественных шествий. Ещё до строительства дворца Фридрих распорядился разместить на верхней террасе холма погребальную камеру, где следовало его похоронить (изначально он хотел быть похороненным в Райнсберге). Как-то прогуливаясь по верхней террасе, Фридрих указал своему компаньону на строящуюся погребальную камеру и пояснил: «Только когда я буду здесь, я буду без забот». На дворце была размещена надпись Sans, souci., но впоследствии никто не вспоминал об этом пояснении Фридриха, что позволило интерпретировать её так, что король якобы там собирался жить без забот и отдаваться развлечениям.
Единственными развлечениями, которым предавался в Сан-Суси прусский монарх, были вечерние концерты, на которых он играл партию флейты и для которых подчас сам сочинял музыку (он был достаточно плодотворным композитором — четыре симфонии (в понятии того времени, примерно по 10 минут каждая), четыре концерта для флейты с оркестром, 122 сонаты для флейты и клавесина, несколько маршей) и занятия философией.

### Могила Фридриха Великого

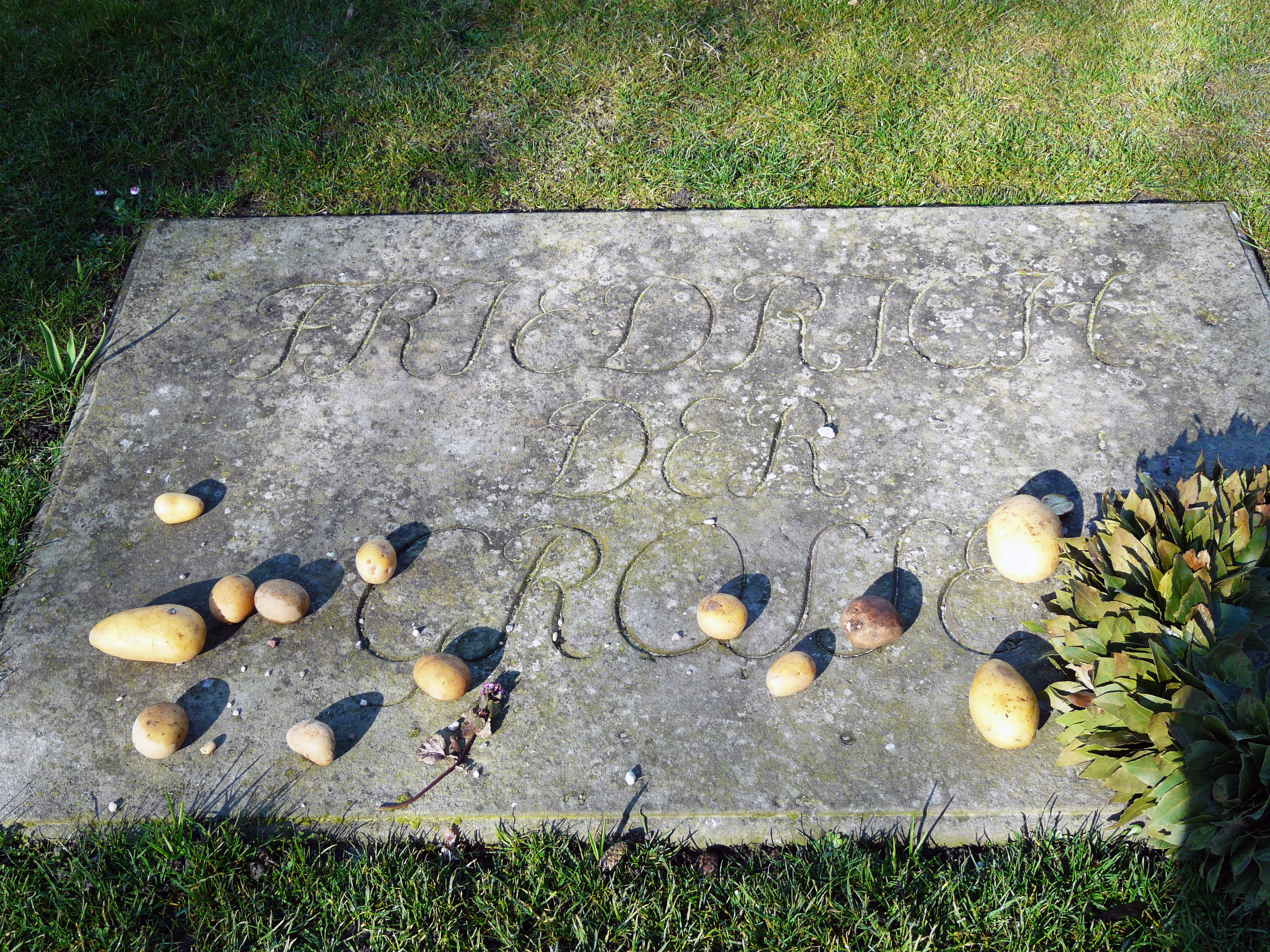
Надгробная плита с картофелем на могиле Фридриха II

Старый Фриц, как его называли в народе, умер 17 августа 1786 года в кресле в своём кабинете во дворце Сан-Суси. В своём завещании он пожелал, чтобы его похоронили в могиле рядом с его любимыми псами.
Все 46 лет правления Фридриха постоянно волновала тема смерти. Помимо своего «Политического завещания» 1752 года почти перед каждым сражением, перед каждой войной он составлял подробные завещания. Столь же часто он повторял свои указания касательно погребения: «Я жил как философ и хочу быть похоронен как философ, без пышности, без торжественной помпы, без роскоши. Я не желаю, чтобы меня вскрывали и бальзамировали. Пусть меня похоронят в Сан-Суси на холме с террасами в могиле, которую я повелел возвести для себя. Если я умру на войне или в пути, то пусть меня похоронят в ближайшем подходящем месте, а зимой перенесут в Сан-Суси» (1769). Племянник Фридриха и его преемник Фридрих Вильгельм II не выполнил эти указания и повелел захоронить Фридриха Великого в потсдамской гарнизонной церкви (разрушенной в 1945 году) рядом с его отцом, «королём-солдатом» Фридрихом Вильгельмом I.
Однако могила в церкви не стала последним пристанищем прусских королей. Спустя почти 160 лет во время Второй мировой войны солдаты вермахта вывезли гробы, спасая их от возможного уничтожения. Сначала в марте 1943 года они были помещены в подземный бункер в потсдамском районе Айхе, в марте 1945 года перевезены в соляную шахту в тюрингском Бернтероде, откуда по окончании войны были отправлены американскими солдатами в гессенский Марбург. Там останки прусских королей находились в местной церкви Св. Елизаветы, а в августе 1952 года перевезены в замок Гогенцоллерн близ Хехингена в Баден-Вюртемберге.
После объединения Германии завещание Фридриха Великого наконец-то было исполнено. «В остальном, что касается меня, я хочу быть похороненным в Сан-Суси ночью, без роскоши и помпы…» (1757). 17 августа 1991 года ровно через 205 лет после смерти Фридриха его останки в сопровождении почётного караула бундесвера были установлены для торжественного прощания на парадном дворе Сан-Суси. Погребение состоялось ночью. Фридрих был похоронен в могиле, подготовленной по его указанию на верхней террасе виноградника ещё в 1744 году.
На надгробной плите лежат круглый год клубни картофеля. Это знак благодарности от признательных граждан прусскому королю, который в XVIII веке заставил своих крестьян выращивать новый овощ, не раз спасавший их потом от голода. По легенде, сломить сопротивление прусских крестьян, говоривших: «Да мы и собак не можем заставить есть эту гадость!», помог хитрый ход Фридриха. Он якобы посадил картофель на охраняемом участке и объявил его королевским овощем, который никто, кроме членов королевской семьи, не имел права есть. Запретный плод сладок со времён Адама и Евы, а охраняемый — вдвойне. И крестьяне повадились потихоньку таскать клубни и выращивать картофель у себя на грядках. На что, собственно, и рассчитывал Старый Фриц.
Отец Фридриха II, «король-солдат» нашёл своё последнее упокоение в мавзолее императора Фридриха во Фриденскирхе в парке Сан-Суси.

### Сан-Суси после Фридриха Великого
После смерти Фридриха Великого в Пруссии наступила абсолютно новая эпоха, которая нашла отражение и в изменившихся архитектурных формах. Фридрих II игнорировал уже давно ставший популярным и господствовавший в 1770—1830 годах в Европе классицизм. С вступлением на трон Фридриха Вильгельма II классицизм получил распространение в Потсдаме и Берлине. По приказу нового короля в Потсдаме были построены Мраморный дворец и Новый сад, а в Сан-Суси преемник Фридриха жил лишь эпизодически до 1790 года. Ещё в год смерти Фридриха в Сан-Суси заменили мебель и отремонтировали кабинет и спальню короля.
Реконструкция Сан-Суси была поручена Фридриху Вильгельму фон Эрдмансдорфу. В то время, когда по приказу Фридриха Великого в 1763—1769 годах возводился барочный Новый дворец, дессауский архитектор создавал в Вёрлицском парке дворец, первое классицистское сооружение в Германии. По его проекту в Сан-Суси появились первые интерьеры в стиле классицизма.
Правивший с 1797 года Фридрих Вильгельм III останавливался в виноградарском дворце лишь от случая к случаю. Его семья проводила летние месяцы во дворце Парец либо на Пфауэнинзель.

### Сан-Суси при Фридрихе Вильгельме IV

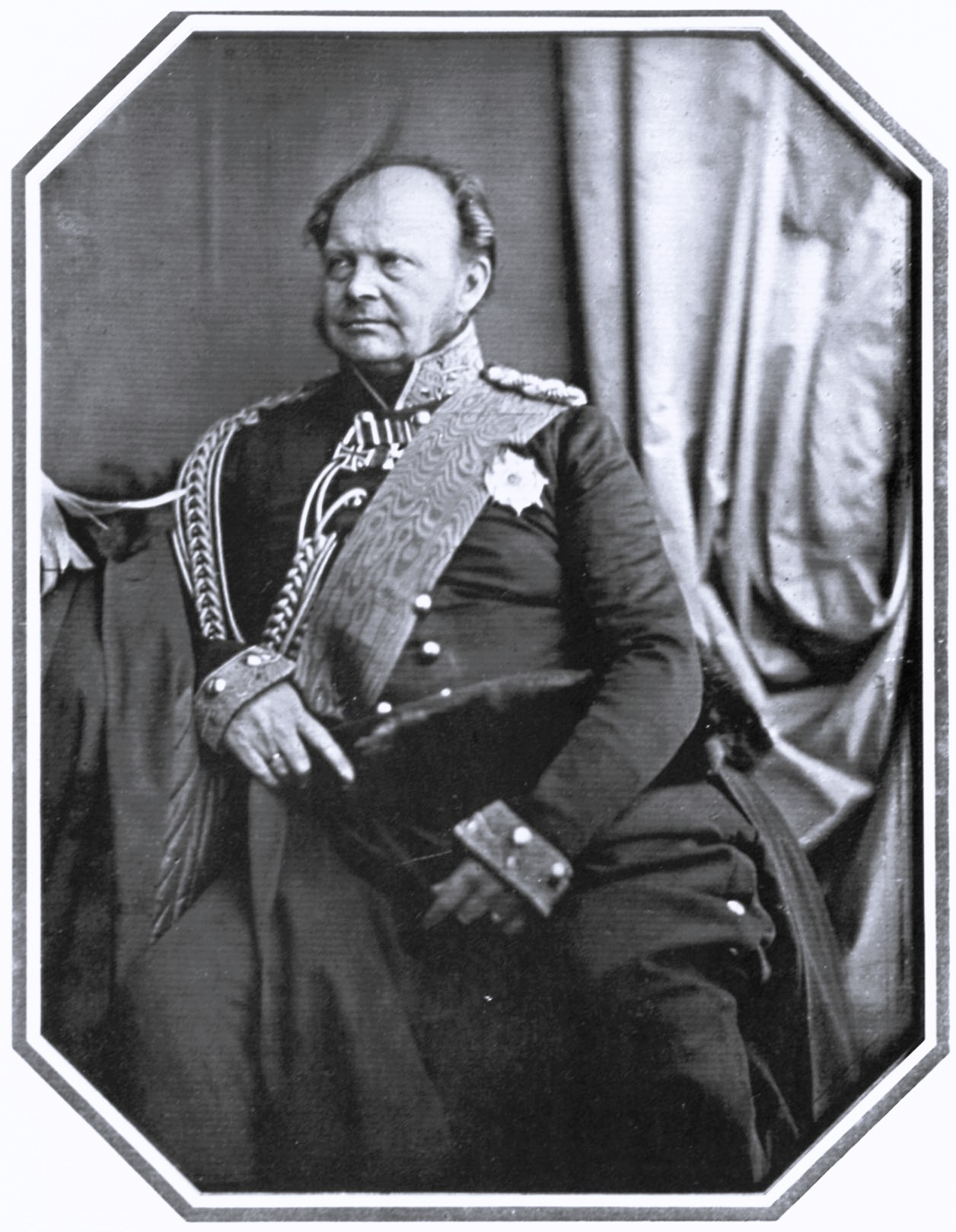
Фридрих Вильгельм IV

Почти спустя сто лет после того, как был построен дворец Сан-Суси, на прусском троне появился король, убеждённый в божественности своей короны и превосходстве абсолютизма и преклонявшийся перед Фридрихом II. Фридриха Вильгельма IV, прозванного «романтиком на троне», связывали с Фридрихом Великим общие и разнообразные интересы: архитектура и активное участие в художественном творчестве. Через единение со своим почитаемым предком он пытался легитимизировать свои претензии на власть и роль правителя в новой политической обстановке середины XIX века, где он чувствовал себя неуютно. Это было бегство из реальности в мир грёз.
Ещё будучи кронпринцем, Фридрих Вильгельм проявлял большой интерес к замку и парку Сан-Суси, построенным его прадедом. Старший сын Фридриха Вильгельма III и Луизы Мекленбург-Штрелицкой ещё в 1832 году попросил разрешения пользоваться дворцом своего предка, хотя для него и его супруги Елизаветы Людовики Баварской был построен дворец Шарлоттенхоф рядом с парком Фридриха.
После вступления на престол в 1840 году, ровно спустя столетие после прихода к власти Фридриха Великого, королевская чета окончательно поселилась в гостевых апартаментах в «божественном Сан-Суси», как его называл Фридрих Вильгельм IV. Сохранившаяся оригинальная обстановка дворца была дополнена мебелью эпохи Фридриха II. Фридрих Вильгельм собирался вернуть прежний вид отремонтированной при Фридрихе Вильгельме II комнате, где умер Фридрих II. Однако этому плану не суждено было реализоваться, поскольку оригинальные эскизы и проекты не сохранились. На своё прежнее место в 1843 году удалось вернуться только креслу, в котором умер Фридрих Великий.
Боковые флигели дворца Сан-Суси нуждались в ремонте, для размещения придворных не хватало места, и Фридрих Вильгельм IV поручил Людвигу Персиусу подготовить проект реконструкции Сан-Суси. Руководство строительством на месте возглавил Фердинанд фон Арним. С большим архитектурным чутьём были восстановлены элементы оформления фасада северной стороны, которые по представлению Кнобельсдорфа придавали ему более серьёзный репрезентативный характер по сравнению с более легкомысленным фасадом, обращённым в сад. Новое связывалось со старым с большим чувством стиля.
В оформлении внутренних интерьеров западного флигеля по-прежнему использовался стиль рококо. «Второе рококо» стало в середине 20-х годов вновь одним из многочисленных популярных стилевых направлений XIX века, но для Фридриха Вильгельма IV в связи с Сан-Суси рококо было не просто явлением моды, а переосмыслением художественных ценностей Фридриха Великого. Поэтому этот виток рококо можно обнаружить только в Сан-Суси. Во многих других сооружениях, появившихся при Фридрихе Вильгельме IV, преобладают античный стиль, Ренессанс и классицизм.
После тяжёлой болезни Фридрих Вильгельм IV умер 2 января 1861 года в своём любимом дворце Сан-Суси и был похоронен во Фриденскирхе, возведённой в парке Сан-Суси в 1845—1848 годах. Последней во дворце проживала его вдова Елизавета Людовика. В уединении она проводила здесь лето в течение тринадцати лет. В феврале 1861 года она писала своему племяннику, Оттону I, находившемуся тогда на греческом престоле: «Я продолжаю тихо жить в том месте, которое он так любил, которое он всегда украшал и где он провёл все последние годы своей жизни… Многочисленные грустные воспоминания о счастливом времени и особенно о его последних страданиях разбили мне сердце. Но я остаюсь. Ничто не поможет мне избежать боли, она остаётся со мной, а тоска вновь приводит меня сюда…». Елизавета Людовика умерла 14 декабря 1873 года и была похоронена рядом с Фридрихом Вильгельмом IV во Фриденскирхе.

### Сан-Суси с конца XIX века до настоящего времени

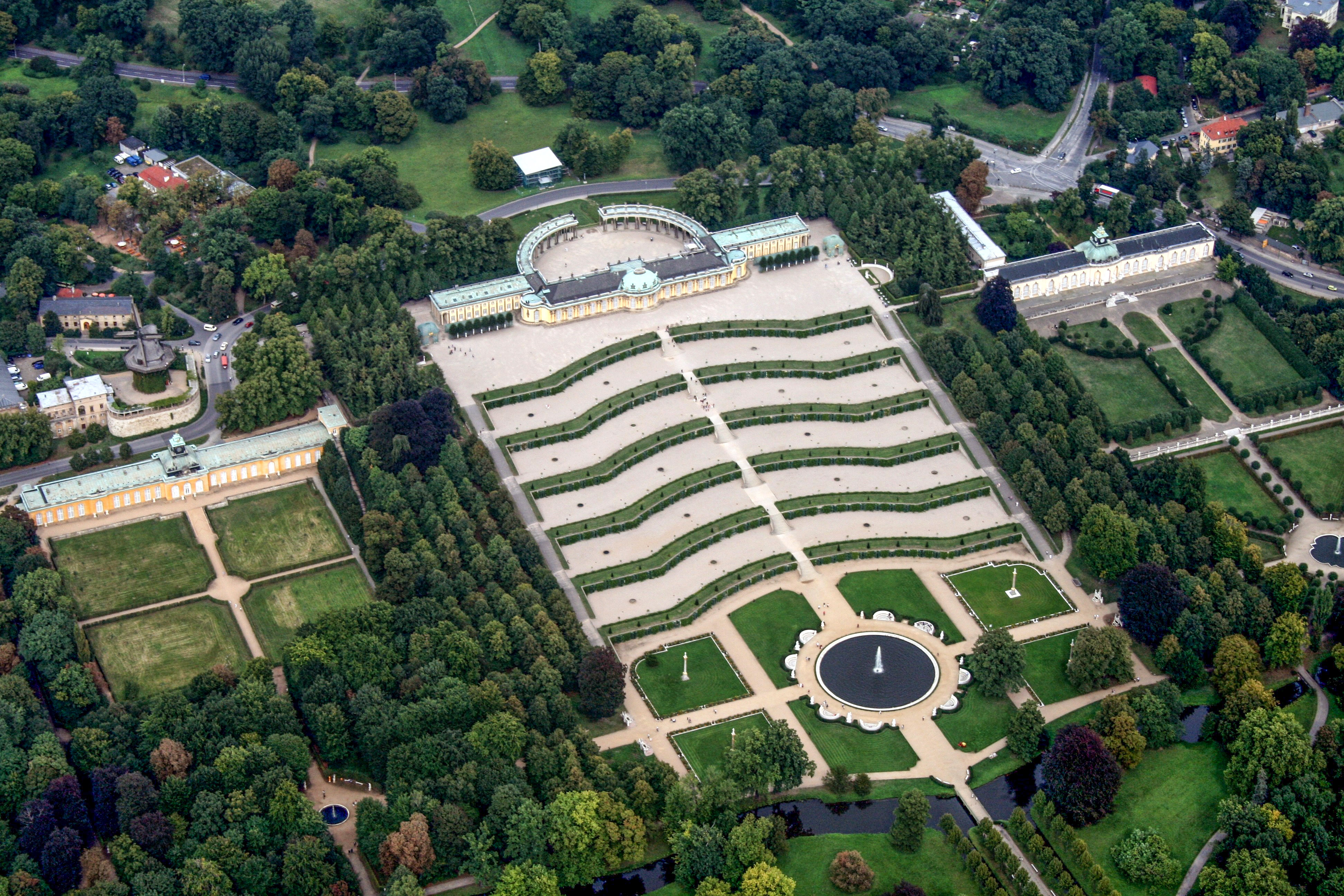
Дворец Сан-Суси с высоты птичьего полёта

После смерти последней его обитательницы королевских кровей дворец Сан-Суси был превращён в музей и тем самым стал одним из первых дворцов-музеев в Германии. После Первой мировой войны и ликвидации монархии виноградарский дворец сначала оставался в собственности Гогенцоллернов, а в 1927 году был доверен попечению созданного 1 апреля того же года Управления государственных музеев и садов. В комплекс Сан-Суси был открыт доступ публики.
После начала бомбардировок Берлина во Вторую мировую войну в 1942 году из соображений безопасности особо ценные предметы искусства из потсдамских и берлинских дворцов были вывезены на хранение в бранденбургский Райнсберг и тюрингский Бернтероде. Здание дворца уцелело в боях за Потсдам в апреле 1945 года, хотя в ходе боёв, проходивших у северной стороны дворца между подъездом к нему и исторической мельницей, сгорела галерея с ветряной мельницей.
После Второй мировой войны большая часть фондов, укрытых в Райнсберге, была вывезена в качестве «трофейного искусства» в Советский Союз и была возвращена в ГДР в 1958 году. Обнаруженные в Бернтероде американскими солдатами предметы искусства сначала были доставлены в Висбаден в центральный пункт сбора предметов искусства и в 1957 году переданы во дворец Шарлоттенбург в Западном Берлине. После объединения Германии в сентябре 1992 года собрание книг Фридриха Великого вернулось из дворца Шарлоттенбург на своё прежнее место в библиотеке дворца Сан-Суси, за ней в 1993—1995 годах в Сан-Суси переехало 36 живописных полотен.

## Архитектура и привязка к местности

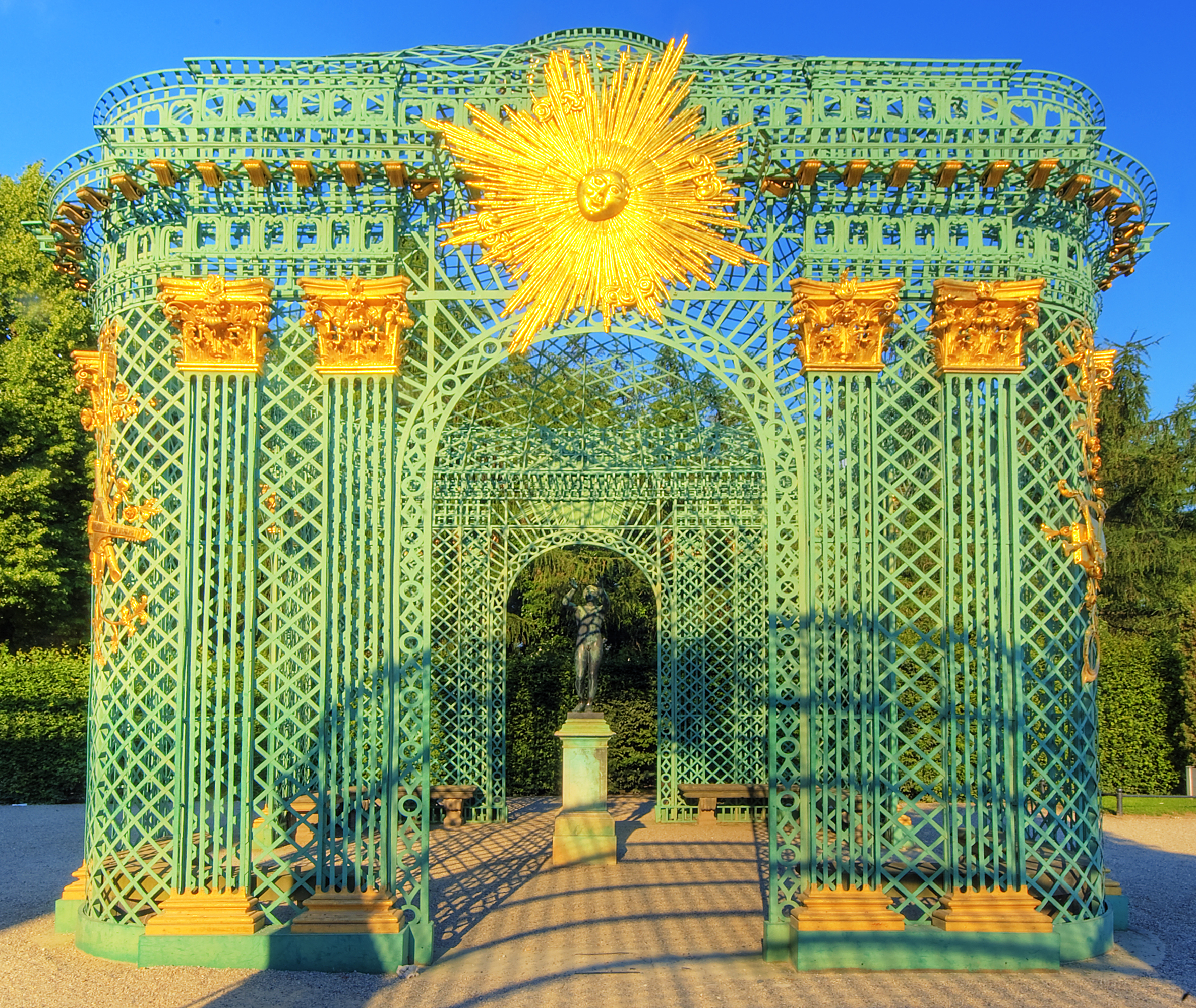
Сетчатый павильон с «Антиноем» во дворце Сан-Суси

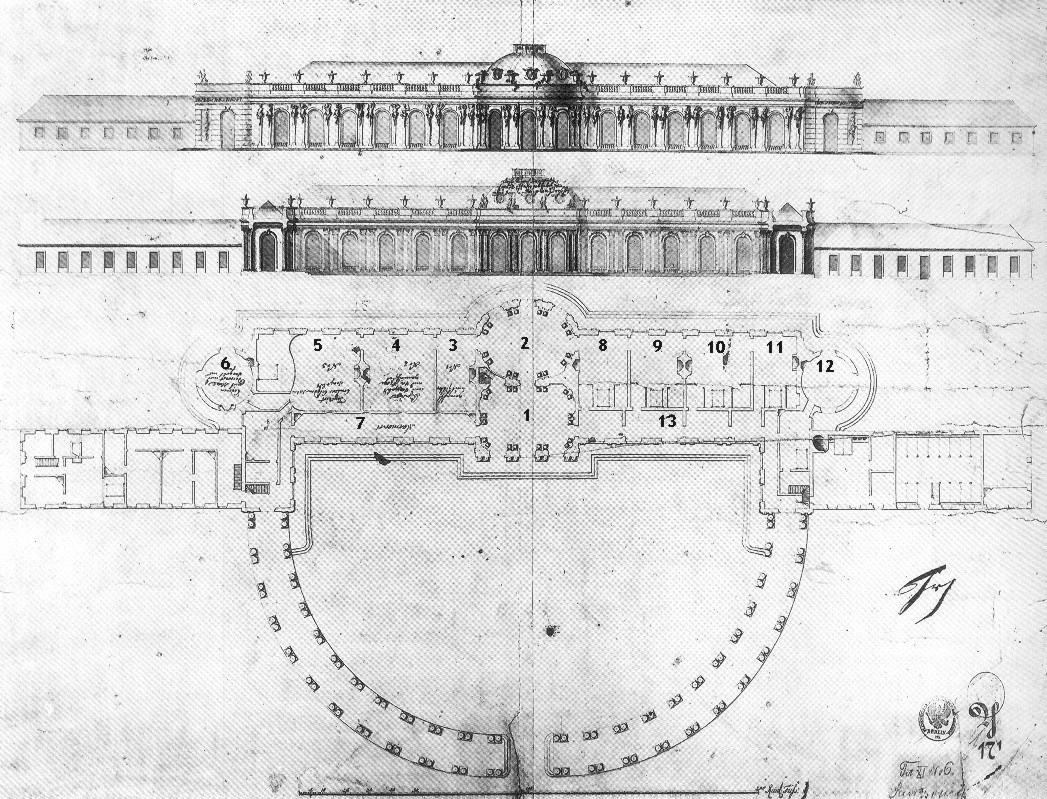
Эскиз фасадов дворца с чертежом работы строительной конторы Георга Венцеслауса фон Кнобельсдорфа. ок. 1744—1745
Расположение помещений:
1 вестибюль,
2 мраморный зал,
3 зал аудиенций,
4 концертный зал,
5 кабинет и спальня,
6 библиотека,
7 галерея,
8 гостевая комната,
9 гостевая комната,
10 гостевая комната,
11 гостевая комната «комната Вольтера»,
12 гостевая комната «комната Ротенбурга»,
13 комната для прислуги

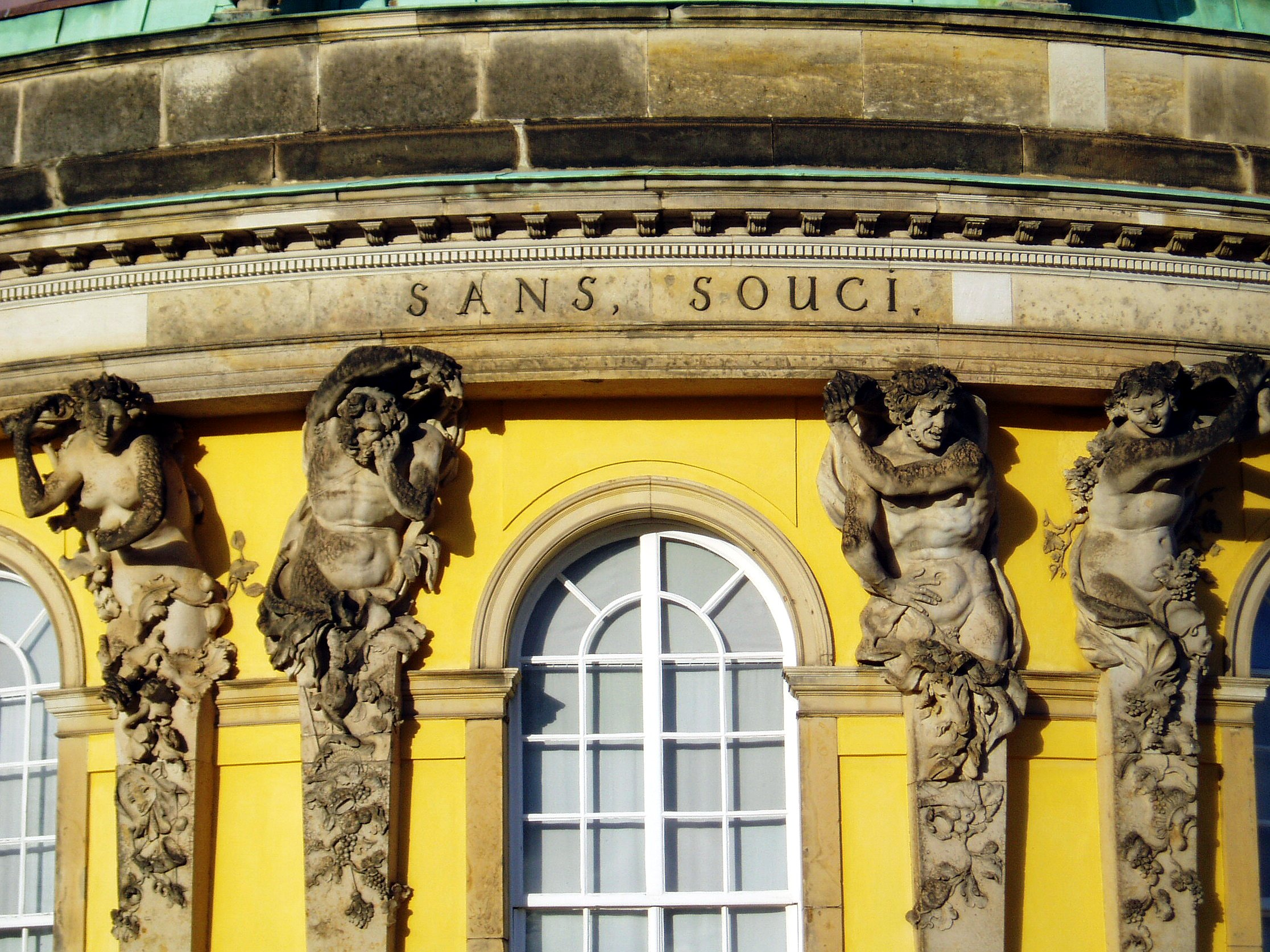
Вакхи и вакханки на обращённой к югу садовой стороне дворца и бронзовое название дворца

Учитывая характер дворца как частной резиденции, дворец имеет сравнительно небольшие размеры, но при этом отличается гармоничностью форм и продуманностью деталей. При этом дворец Сан-Суси является локальным центром архитектурного ансамбля. С правой и левой стороной дворец уравновешивается зданиями Картинной галереи и Новых палат. В свою очередь по центральной оси дворец является центром между регулярным садом (внизу) и искусственными руинами (которые изначально должны были иметь бассейн для питания водой фонтанов регулярного сада).

### Внешний облик
Одноэтажное главное здание с его бесшовно соединёнными с ним боковыми флигелями практически совпадает по длине с верхней террасой. Крытые аллеи, скрывающие боковые флигели со стороны сада, заканчиваются двумя отдельно стоящими сетчатыми павильонами, богато украшенными золотым орнаментом. Благодаря многочисленным стеклянным дверям во внутренние помещения дворца проникает много света. Анфиладу комнат сглаживает полуовальная центральная часть, которая слегка выдаётся своим куполом над плоской двускатной крышей. В купольной части выполненными в бронзе буквами нанесено название дворца.
Фасад, обращённый к винограднику, украшен скульптурными изображениями с пышными формами, которые, сгруппированные попарно между окнами, как атланты и кариатиды поддерживают крышу. Эти скульптуры вакхов и вакханок, сопровождающих бога вина Вакха, были выполнены из песчаника в мастерской скульптора Фридриха Кристиана Глуме. В этой же мастерской были изготовлены вазы для окружающей крышу балюстрады и группы путто на купольных окнах.
Игриво оформленная садовая сторона дворца резко отличается от фасада северной стороны, в архитектуре которого царит деловая строгость. Панданом к полуовальной центральной части садовой стороны является прямоугольный ризалит с плоской односкатной крышей. Вместо атлантов и кариатид перекрытия поддерживают коринфские пилястры.
Колоннады, отходящие от здания дворца, окружают полукругом парадный двор и раскрываются вновь у расположенной к северу крутой подъездной рампе. 88 коринфских колонн в два ряда образуют крытую галерею. Как и южный фасад дворца, её украшает балюстрада, украшенная вазами из песчаника.

### Внутренний облик
В отличие от распространённого неправильного мнения, дворец вовсе не построен в соответствии с принципами французского загородного дома (фр. maison de plaisance). Сравнение планов второго (жилого) этажа Берлинского городского дворца со стороны Дворцовой площади в планировке Андреаса Шлютера с планом дворца Сан-Суси показывает, что именно Берлинский городской дворец был основой планировки Сан-Суси (так, так называемый «Звёздный зал» исполнял в Берлинском варианте роль центрального зала, во дворце Сан-Суси прямоугольный зал был вестибюлем, в свою очередь центральным залом был овальный зал). Галерея со стороны двора в Берлинском дворце была заменена в варианте Сан-Суси служебными помещениями в гостевых комнатах и галереей со стороны парадного двора. Примерно одинаковое количество осей — трёхосный центральный ризалит и пять окон в Берлинском варианте, шесть окон в потсдамском варианте. Также как в Берлинском дворце (в изначальном варианте Андреаса Шлютера, см. гравированный фасад дворца на рисунке Пауля Деккера) фасад фланкировался двумя полубашнями, также и фасад Сан-Суси был фланкирован двумя круглыми помещениями. Однако кроме плана, который Фридрих Великий позаимствовал у Берлинского дворца, всё остальное было позаимствовано у дворца в Райнсберге, поскольку Сан-Суси в некотором роде реинкарнация и переосмысление Райнсберга. Дворец в Райнсберге также имеет две круглые башни (в одной находилась круглая библиотека-кабинет, тот же принцип повторяется в Сан-Суси), колоннаду между этими башнями (эта колоннада повторяется в видоизменённом виде в парадном дворе дворца Сан-Суси).
Будучи частной, а не парадной резиденцией монарха, который был философом и жил как философ, дворец, несмотря на возражения фактического строителя дворца — Георга Венцеслауса фон Кнобельсдорфа, был построен без цокольного этажа, что позволяло легко попасть из помещений прямо в сад. Человек и природа были неразделимые понятия в представлении Фридриха Великого. Даже в музыкальном салоне дворца потолок имитировал садовую трельяжную беседку, где по центру была имитирована паутина и находилось несколько золотых пауков. Однако эта близость к саду и отсутствие подвала привело к тому, что помещения во дворце были в некотором отношении нездоровыми, что с возрастом привело к обострению подагры, которой страдал Фридрих. Его «квартира» в Новом дворце была также на уровне земли (партера).
Фридрих Великий детально проработал и оформление интерьеров. Художники Иоганн Август Наль, братья Иоганн Михаэль и Иоганн Кристиан Хоппенхаупты, Генрих Вильгельм Шпиндлер и Иоганн Мельхиор Камбли многие из своих произведений в стиле рококо для Сан-Суси создали по эскизам Фридриха Великого. Фридрих монарх и человек — были два разных человека, что выражалось в том, что как монарх Фридрих строил роскошные дворцы и окружал себя исключительно дорогими вещами (как пример — маленькая деталь, которая не сразу бросается в глаза — цифры циферблата часов в антикамере в его «квартире» в Новом дворце выложены бриллиантами), поскольку это свидетельствовало о мощи и престиже государства, но как человек при этом довольствовался походной солдатской кроватью, которая резко контрастировала с интерьером роскошной спальни дворца Сан-Суси, или старым военным мундиром с протёртыми от старости дырками и следами нюхательного табака.

#### Дворцовые залы

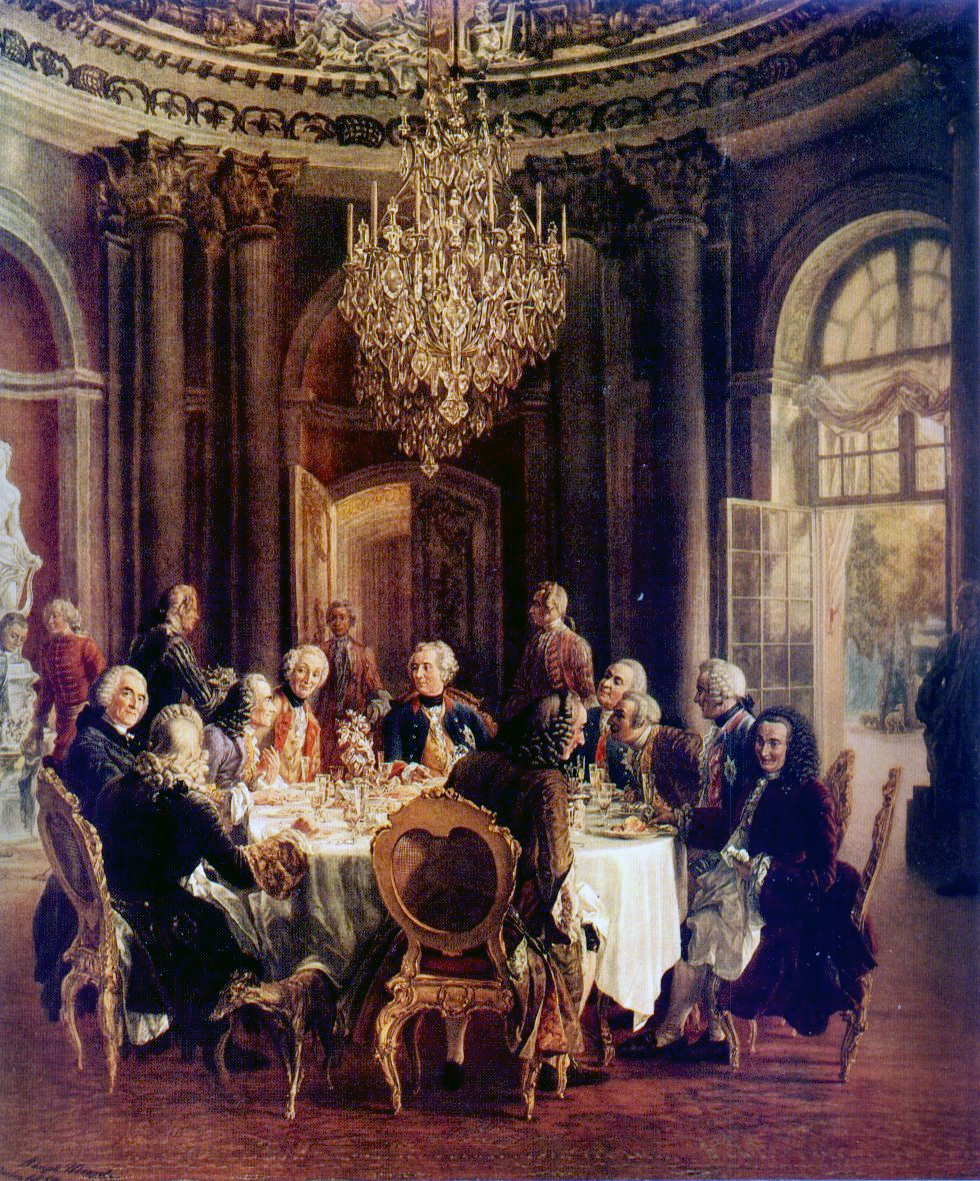
Адольф фон Менцель. Круглый стол в Сан-Суси. 1850. Утеряна при пожаре в 1945.
В центре — Фридрих Великий, слева — Вольтер в окружении ведущих умов Прусской академии наук во дворце Сан-Суси

Центральное место во дворце Сан-Суси занимают вестибюль (северная сторона дворца) и обращённый к саду мраморный зал (южная сторона дворца). В западной части дворца разместились пять гостевых комнат, а в восточной — королевские апартаменты, состоящие из зала аудиенций, концертного зала, кабинета и спальни, библиотеки и длинной галереи на северной стороне.
Вестибюль продолжает сдержанную атмосферу парадного двора с его колоннадой. Стены вестибюля делят десять пар коринфских колонн из белого гипса под мрамор, украшенных позолоченными капителями. Три десюдепорта на вакхические темы на входе напоминают о находящемся рядом винограднике. Позолоченные стукко созданы Георгом Францем Эбенхехом. Строгую элегантность нарушает лишь живописный потолок шведского художника Иоганна Харпера, на котором на небе изображены богиня Флора и её гении, сбрасывающие вниз цветы.
Овальный мраморный зал с богато украшенным золотом куполом и потолочным окном на его вершине является парадным залом дворца. Образцом для него Фридриху Великому послужил римский Пантеон. Парные колонны и мозаика пола выполнены из высококачественного каррарского и силезского мрамора — в честь присоединения Силезии к Пруссии. В двух нишах находятся скульптуры французского скульптора Франсуа Гаспара Адама: Венера Урания, богиня природы и жизни, и Аполлон, бог искусств. Аполлон держит в руках открытую книгу — «О природе вещей» Лукреция. Текст на открытой странице, служащий девизом дворца, звучит:
te sociam studeo scribendis versibus esse / quos ego de rerum natura pangere conor
Будь же пособницей мне при создании этой поэмы, / Что о природе вещей я теперь написать собираюсь.
Соседний с мраморным залом зал аудиенций использовался под столовую. Его облик определяют многочисленные полотна французских художников XVIII века: Жана-Батиста Патера, Жана-Франсуа де Труа, Пьера-Жака Каза, Луи де Сильвестра, Антуана Ватто. Путто с цветами и книгами на рельефных супрапортах выполнены Фридрихом Кристианом Глуме. На потолочной картине «Зефир увенчивает Флору» придворного художника Антуана Пэна изображены бог ветра и богиня цветов.
В концертном зале наиболее ярко проявляется характерное для рококо изобилие декоративных деталей. Рокайлями украшены стены и потолок и обрамлены настенные зеркала и фрески Антуана Пэна. Деревянная обшивка выполнена скульптором и декоратором Иоганном Михаэлем Гоппенгауптом Старшим. Рояль работы Готфрида Зильбермана 1746 года и пюпитр для нот Фридриха Великого, выполненный скульптором-декоратором Мельхиором Камбли в 1767 году, красноречиво говорят о назначении помещения. Праздничную атмосферу зала во время королевского концерта точно передаёт картина Адольфа фон Менцеля «Концерт для флейты Фридриха Великого в Сан-Суси».
В переоборудованных в 1786 году Фридрихом Вильгельмом фон Эрдмансдорфом кабинете и спальне Фридриха господствует прямой и суровый классицизм. Обивка стен из зелёного шёлка с позолоченной резьбой по дереву уступила место опять же зелёной обивке, но уже без декоративной резьбы. Позолоченные потолочные рокайли из гипса были сняты и заменены живописным кругом, вокруг которого сгруппированы знаки зодиака. Помещение делится на две части двумя высокими ионическими колоннами на постаментах, которые заменили богато украшенный парапет. В середине XIX века интерьер был дополнен недостающими элементами мебели фридерицианской эпохи и живописными портретами, а также письменным столом Фридриха и креслом, в котором он умер. Изначально спальня в Сан-Суси задумывалась как копия спальни в Потсдамском городском дворце с балюстрадой и путти над нею. На сегодняшний день из оригинальной фридерицианской обстановки остался только портал камина. Изображений спальни при жизни Фридриха не сохранилось, но при переделке интерьера в конце XVIII века много лепных деталей не были окончательно сколоты, и при проведённых в XIX веке исследованиях поверхностей стен позволило детально точно восстановить облик спальни во фридерицианский период.
Библиотека представляет собой круглую комнату в стиле рококо в конце королевских апартаментов, с кабинетом и спальней короля её связывает узкий коридор. Обитые кедровыми панелями стены и книжные стеллажи из кедрового дерева придают законченность интерьеру помещения. Гармоничное сочетание коричневого с золотом богато украшенных рокайлей обеспечивает в библиотеке спокойную атмосферу.
В библиотеке хранится около 2100 томов древнегреческой и древнеримской поэзии и исторических трудов на французском языке, а также французской литературы XVII и XVIII веков, в том числе произведения поэта и философа Вольтера.
На стороне парадного двора находится галерея. В стене узкого вытянутого помещения с внутренней стороны устроены ниши с мраморными скульптурами древнегреческих и древнеримских богов, а внешнюю стену с пятью окнами украшают зеркала. Ниши чередуются с картинами Николы Ланкре, Жана-Батиста Патера и Антуана Ватто, чьи работы почитавший искусство монарх особенно ценил.
С запада к мраморному залу примыкают пять гостевых комнат. Благодаря двум именным комнатам достоверно известно, что привилегией проживания в Сан-Суси пользовались близкое доверенное лицо короля — граф Фридрих Рудольф фон Ротенбург, проживавший во дворце вплоть до своей смерти в 1751 году, и философ Вольтер, проживавший здесь летом во время своего пребывания в Потсдаме в 1750—1753 годах. Комната Вольтера отличается декоративностью оформления. Её второе название — «цветочная комната». Окрашенная в жёлтый цвет деревянная облицовка стен украшена разноцветной деревянной резьбой в виде обезьян, попугаев, журавлей, аистов, фруктов, цветов, цветочных гирлянд работы Иоганна Кристиана Гоппенгаупта Младшего 1752—1753 годов. Пандан к библиотеке в западном крыле дворца образует комната Ротенбурга, также не входящая в анфиладу залов. Остальные гостевые комнаты образуют «двойные апартаменты», оборудованные альковом в округлой стене напротив окон.

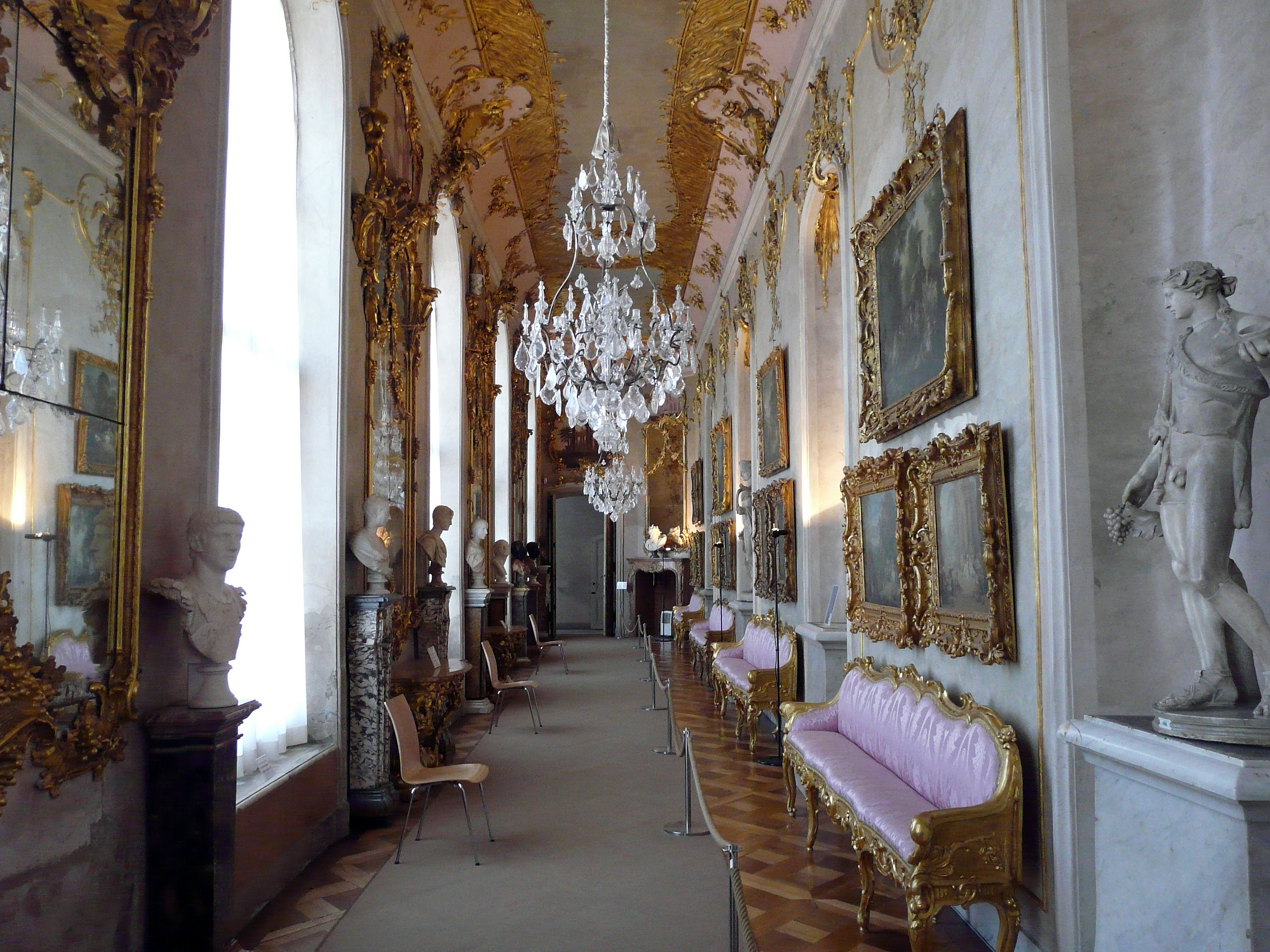
Вестибюль
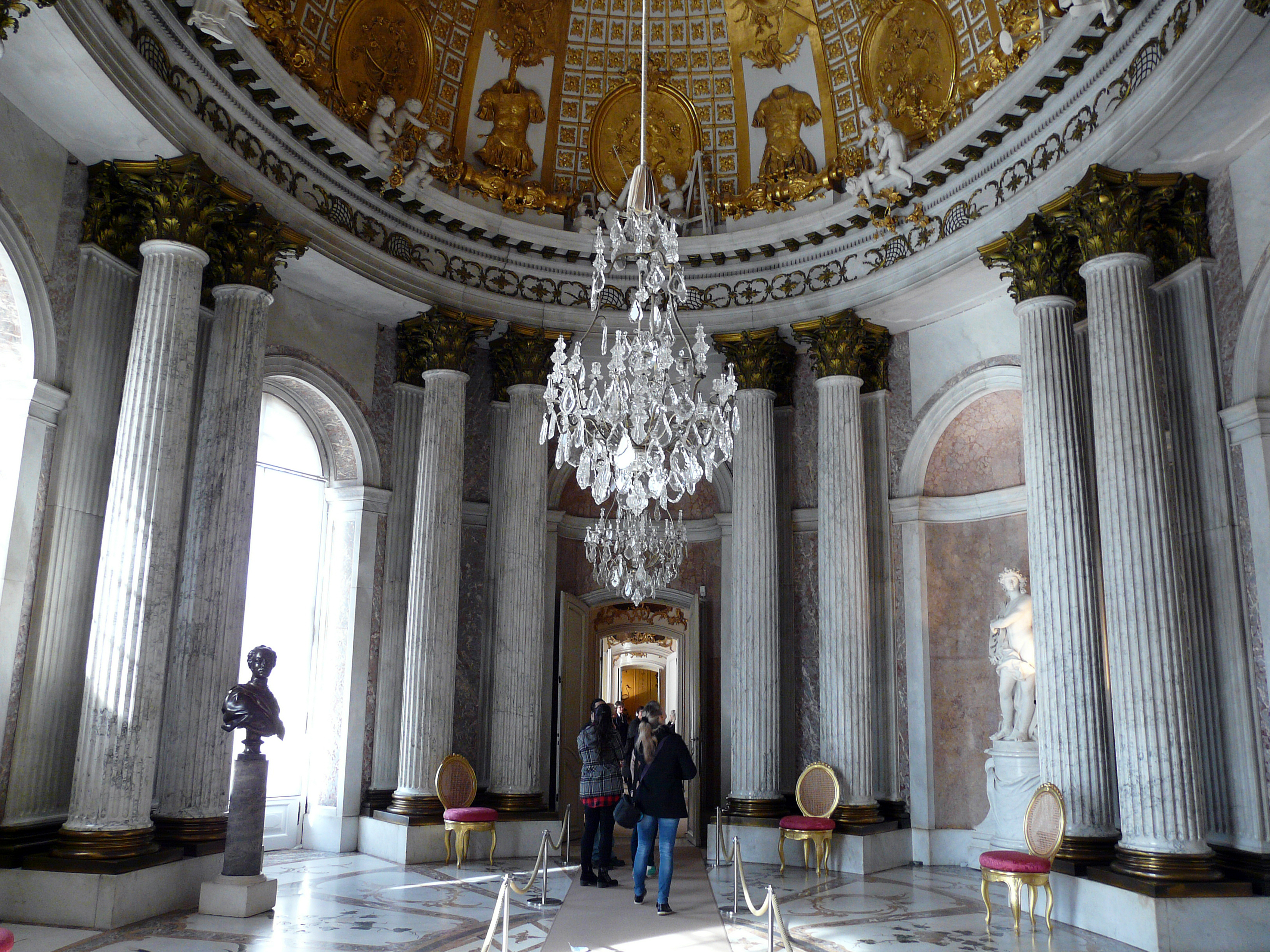
Мраморный зал
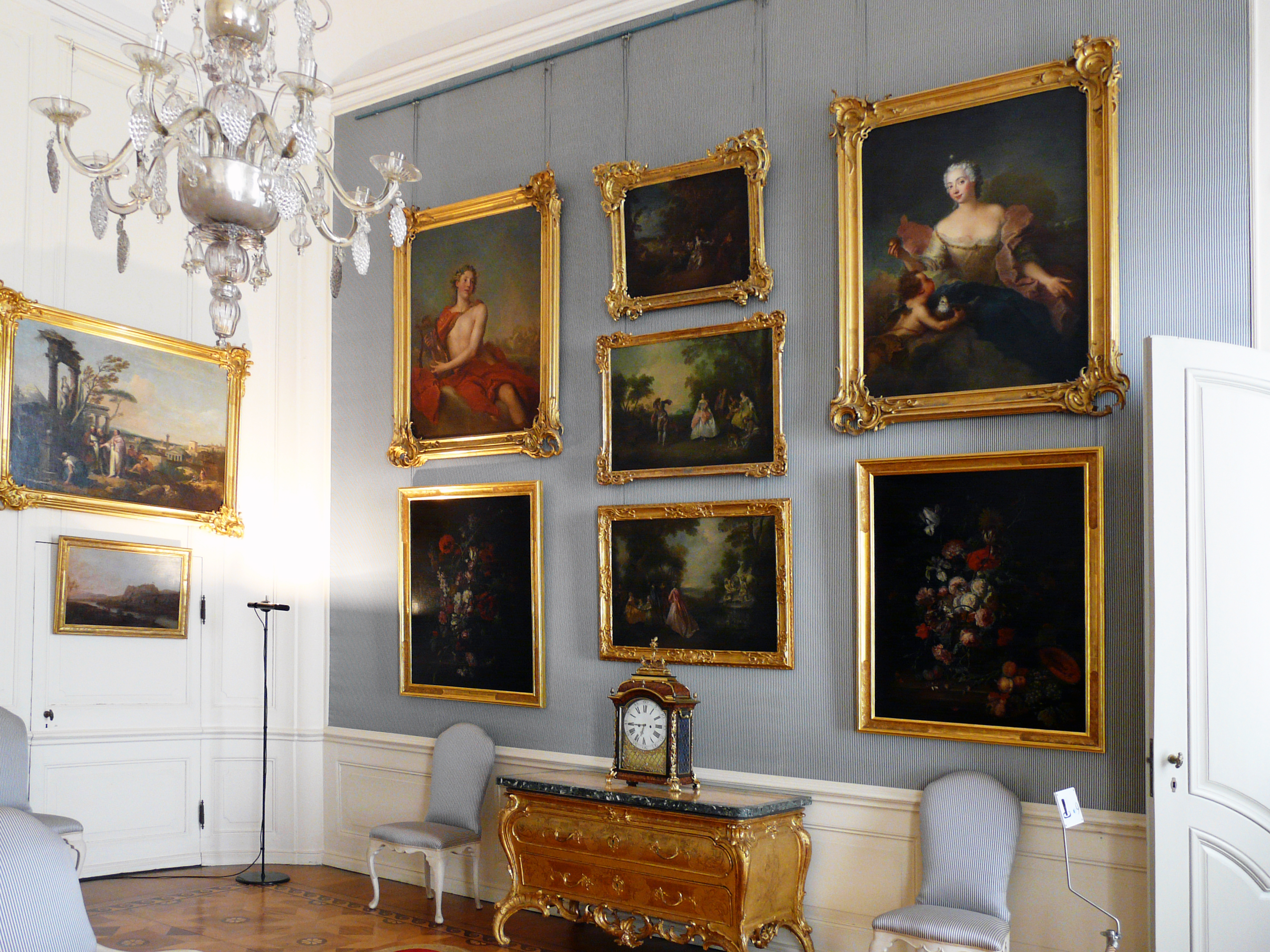
Зал аудиенций
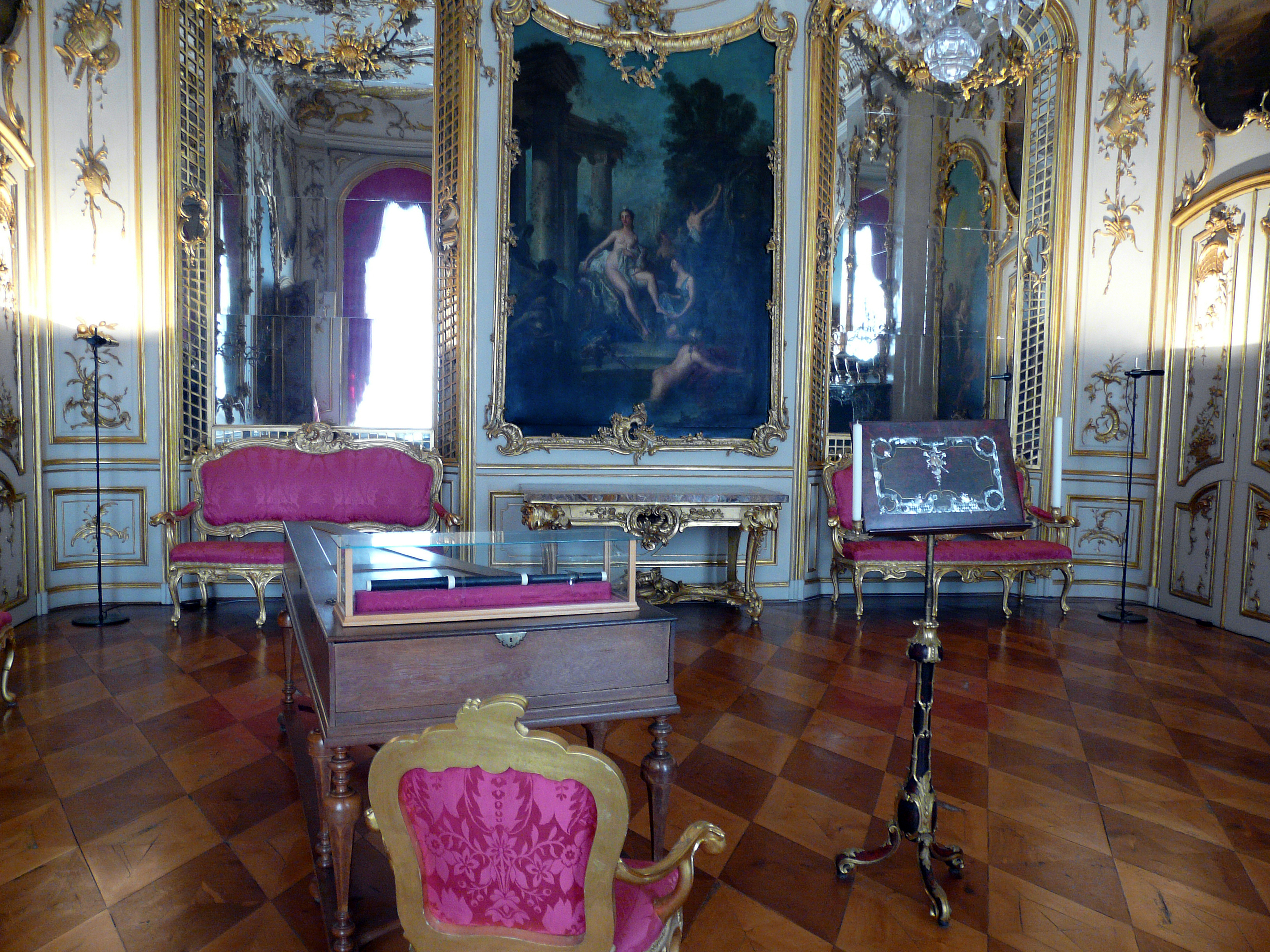
Концертный зал
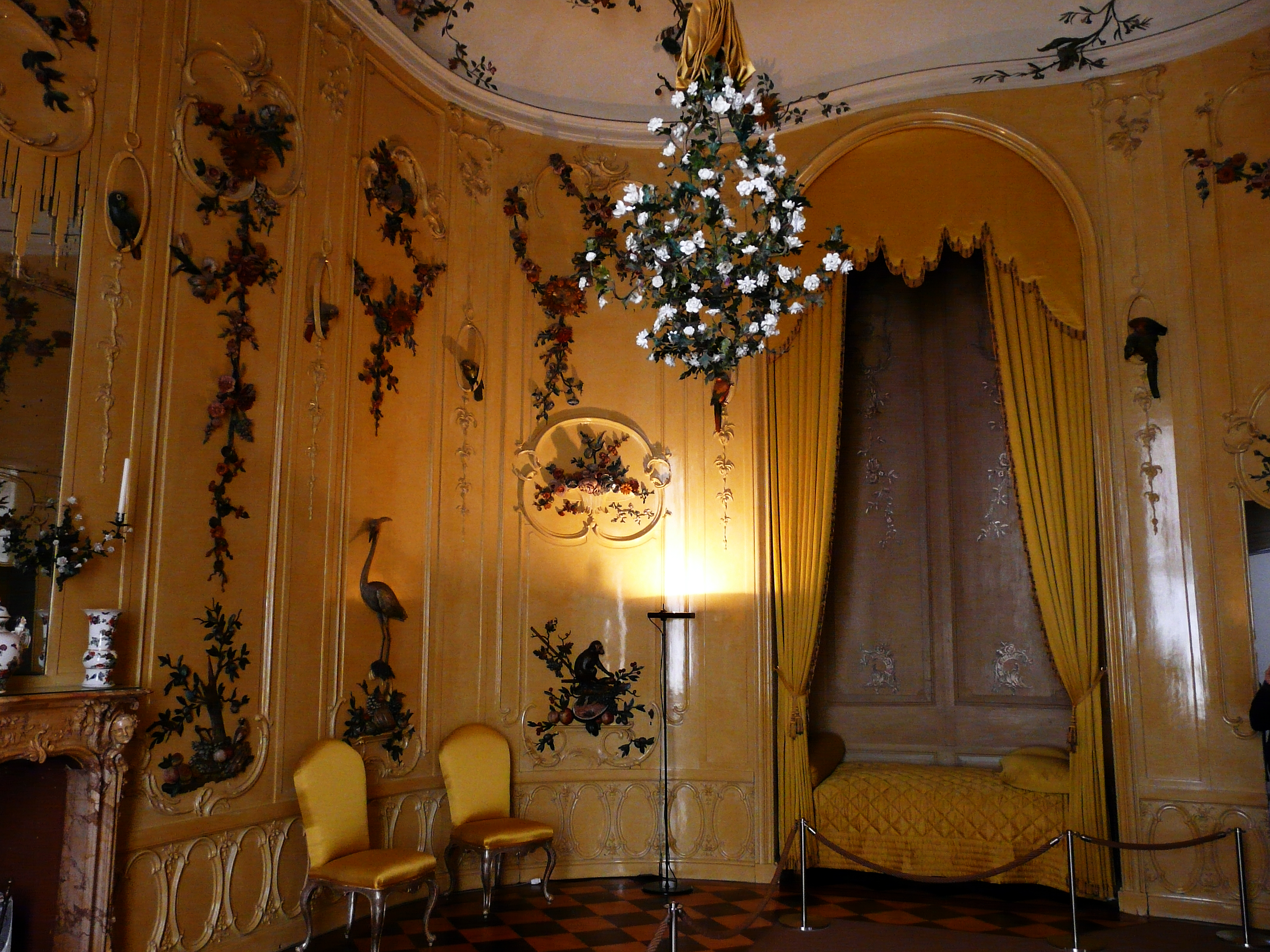
Спальня
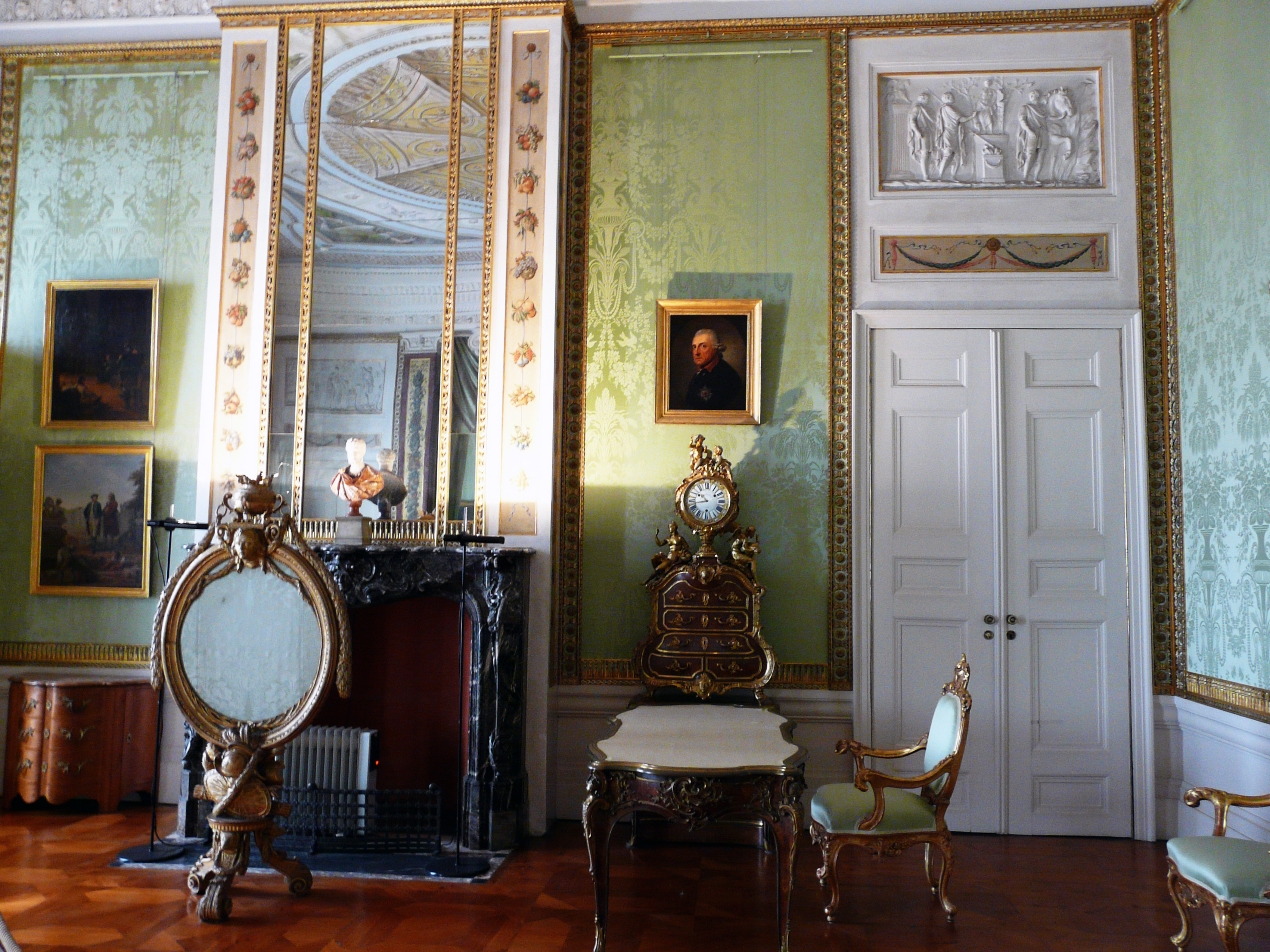
Кабинет

## Парк Сан-Суси

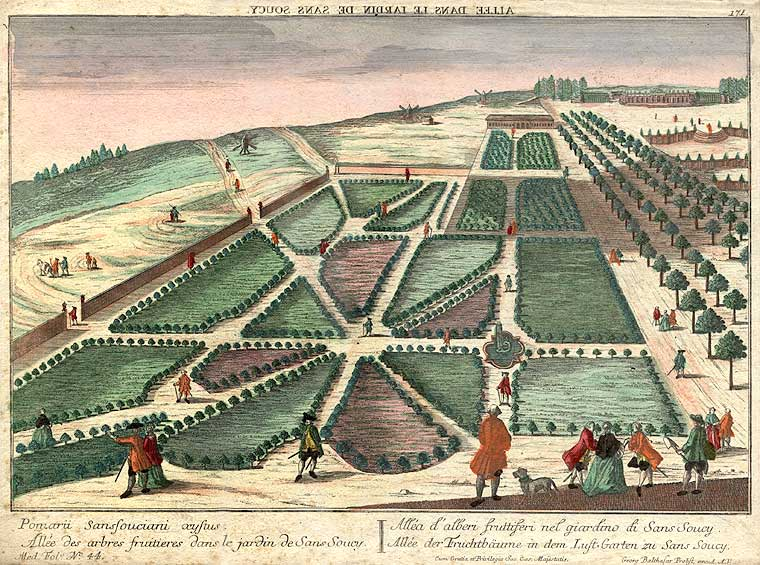
Фруктовая аллея в саду развлечений Сан-Суси

После того, как были разбиты террасы виноградников и достроен дворец, наступило время обустройства окрестностей, где был создан барочный декоративный сад с газонами, цветочными клумбами и древесными насаждениями. Квадратами были высажены 3000 фруктовых деревьев. Апельсины, дыни, персики и бананы росли в многочисленных садовых парниках. О единении декоративных и утилитарных садов говорят богини Флора и Помона, украшающие портал с обелиском у восточного входа в парк.
После возведения в парке других зданий в нём появилась прямая как стрела главная аллея длиной в 2,5 км. Своё начало она берёт на востоке от возведённого в 1748 году египетского обелиска и заканчивается у Нового дворца на западе. На уровне построенной в 1764 году картинной галереи и Новых палат, построенных по бокам от дворца в 1774 году, аллея раскрывается к ротондам с фонтанами, окружёнными мраморными скульптурами. От этого места среди высокого кустарника лучами расходятся дорожки, ведущие в разные стороны парка.
В оформлении парка Сан-Суси Фридрих Великий следовал идее, уже воплощённой в Нейруппине и Райнсберге. Ещё во время своего пребывания в Нейруппине, где будучи кронпринцем в 1732—1735 годах он командовал полком, Фридрих повелел разбить в своей резиденции декоративно-утилитарный сад. Уже здесь он отказался от классического барочного оформления сада в исключительно репрезентативных целях по образцу Версаля и объединил прекрасное с полезным. Этому принципу он остался верен и в Райнсберге. Переоборудовав дворец, подаренный ему отцом Фридрихом Вильгельмом I, в квадратах, обрамлённых кустарником, он повелел посадить фрукты и овощи.

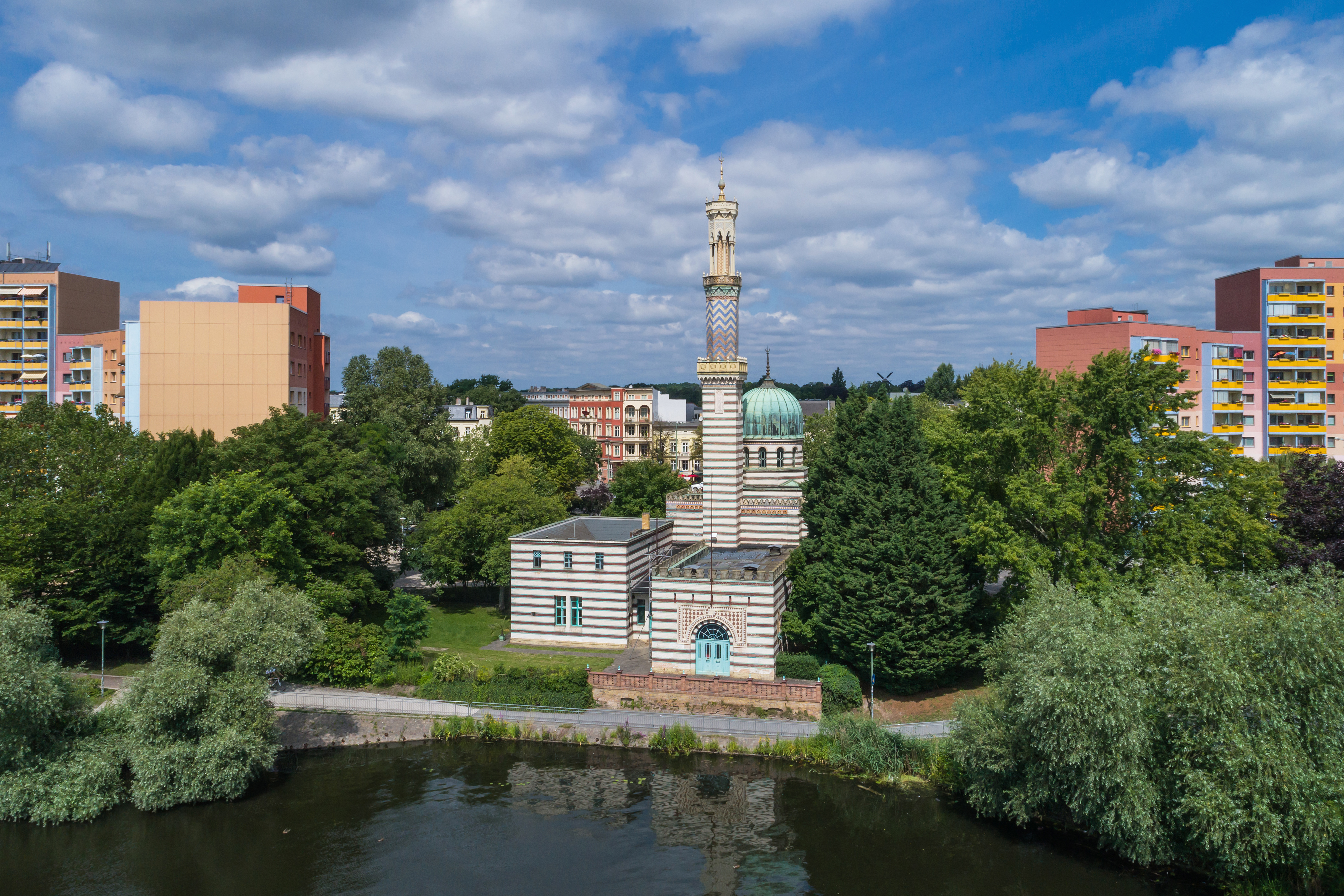
Здание паровой машины в форме мечети на берегу Хафеля в Потсдаме

Фридрих Великий вкладывал большие деньги в систему фонтанов парка Сан-Суси, поскольку фонтаны были неотъемлемой частью барочного сада. Однако фонтаны, как и построенный в 1757 году грот Нептуна в восточной части парка, не использовались по своему назначению. У «фонтаньеров», нанятых Фридрихом, не хватало профессиональных знаний, чтобы добиться нужного для парковых фонтанов напора воды.
Лишь спустя сто лет эта проблема была решена с помощью силы пара. В октябре 1842 года начала работать построенная Августом Борзигом паровая установка в 81,4 лошадиных силы, заставившая бить «Большой фонтан» у подножия виноградникового холма на высоту 38 м. Специально для этой паровой машины в бухте Хафеля по заказу Фридриха Вильгельма IV Людвигом Персиусом построена насосная станция в форме турецкой мечети с трубой в форме минарета.

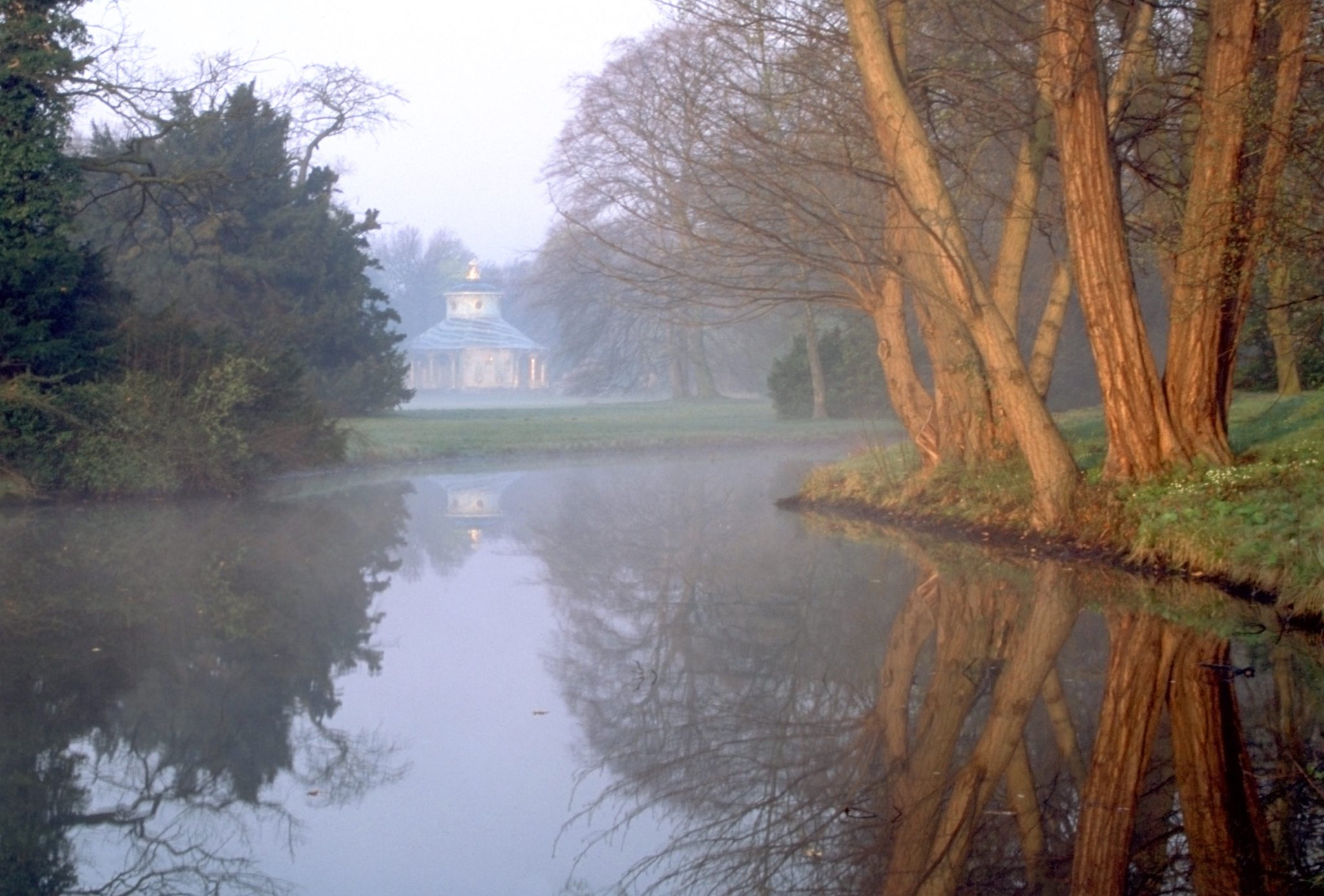
Китайский чайный домик в парке Сан-Суси — пример шинуазри

За несколько лет до этого Фридрих Вильгельм III приобрёл земельный участок к югу от парка Сан-Суси и подарил его на Рождество 1825 года своему сыну, кронпринцу Фридриху Вильгельму, будущему Фридриху Вильгельму IV. На месте бывшей помещичьей усадьбы архитекторы Карл Фридрих Шинкель и Людвиг Персиус возвели дворец Шарлоттенхоф. Петеру Йозефу Ленне было поручено оформление сада. По примеру декоративно-утилитарного сада времён Фридриха Великого садовый архитектор превратил ровную, местами болотистую местность в открытый ландшафтный парк. Благодаря обширным лугам из Шарлоттенхофа открылись великолепные виды на Римские купальни и Новый дворец с Храмом дружбы времён Фридриха Великого. Свободно размещённые группы древесных насаждений оживляют просторы парка, на юго-восточном крае которого был создан искусственный пруд. Грунт из него использовался для создания на окружающей территории плавных холмов, на вершинах которых пересекаются парковые дорожки.

### Другие сооружения в парке Сан-Суси

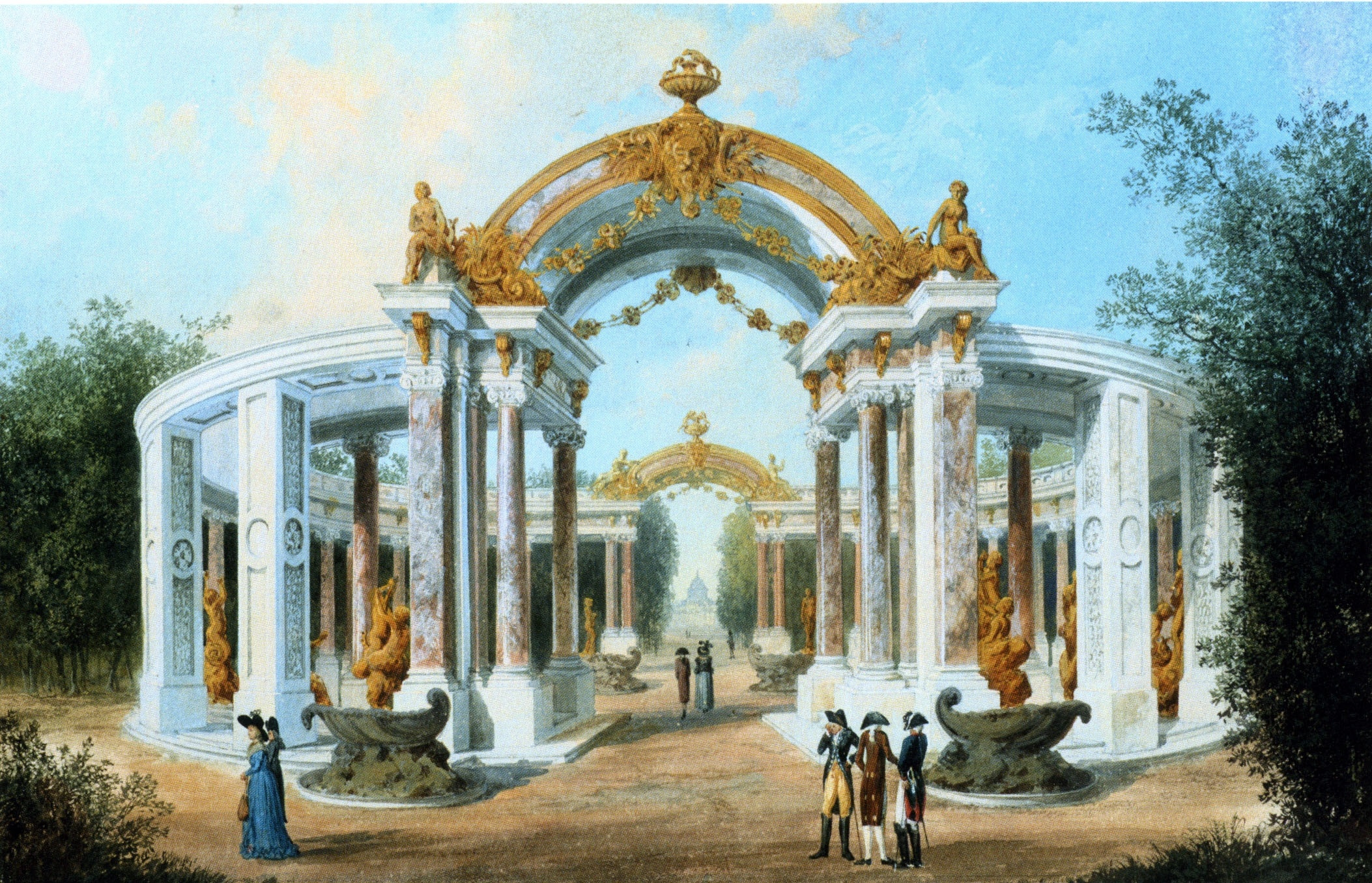
Колоннада в центре главной аллеи. Построена в 1751—1762 годах по проекту Георга Венцеслауса фон Кнобельсдорфа, снесена по ветхости в 1797 году. Акварель Иоганна Фридриха Нагеля. ок. 1792

Благодаря Фридриху Великому и Фридриху Вильгельму IV в XVIII и XIX веках и их архитекторам, скульпторам, художникам, декораторам и садоводам вокруг виноградниковых террас и венчающего их дворца в Сан-Суси появился комплекс произведений архитектуры и садового искусства. Исторический парк Сан-Суси площадью в 290 га и общей длиной парковых дорожек в 70 км является самым крупным на территории Бранденбургской марки.
При Фридрихе Великом в парке и на прилегающей к нему горе Клаусберг появились помимо дворца Сан-Суси:
- Картинная галерея;
- Новые палаты;
- Грот Нептуна;
- Китайский чайный домик;
- Новый дворец и Коммуны;
- Храм дружбы;
- Античный храм;
- Портал с обелиском;
- Ансамбль искусственных руин на горе Руиненберг;
- Бельведер на горе Клаусберг;
- Домик с драконами на горе Клаусберг.

Фридрих Вильгельм IV украсил парк Сан-Суси и примыкающую к нему часть парка Шарлоттенхоф сооружениями:
- дворец Шарлоттенхоф;
- Римские купальни;
- Фриденскирхе и прилегающие к ней строения;
- Оранжерейный дворец (иначе Новая оранжерея) на горе Клаусберг.